# Marquise de Créquy
Renée-Caroline-Victoire de Froulay de Tessé, marquise de Créquy de Heymont de Canaples d'Ambrières, känd som Marquise de Créquy, född  1714, död 1803, var en fransk brev- och memoarskrivare och salongsvärd.
Hon var dotter till Charles François de Froulay, greve av Montflaux, generallöjtnant och ambassadör i Venedig, och Marie Anne Sauvaget. Hon gifter sig vidare 18 maj 1737 med Louis de Blanchefort Créquy, markis av Créquy (1686-1741).
Från 1755 höll hon en välbesökt litterär salong i Paris, som frekventerades av Jean le Rond d'Alembert och Jean-Jacques Rousseau. Från 1781 upprätthöll hon en korrespondens med Sénac de Meilhan, som har blivit utgiven. Hon beskrivs som mer allvarlig och strikt än vad som var modernt bland den franska aristokratin under 1700-talet, och blev så småningom strikt religiös jansenist. 
Hon fängslades under skräckväldet men släpptes fri efter Robespierres fall. 
Hon är känd för sina memoarer, Souvenirs de la marquise de Créquy, som först utgavs 1834-1835. Memoarernas äkthet har ifrågasatts. 